# Wallace Langham
Wallace Langham (ur. 11 marca 1965 w Fort Worth, Teksas) – amerykański aktor, znany głównie z roli Davida Hodgesa w serialu CSI: Kryminalne zagadki Las Vegas.